# Sühnefußwallfahrt zum Heiligen Kreuz von Pleß

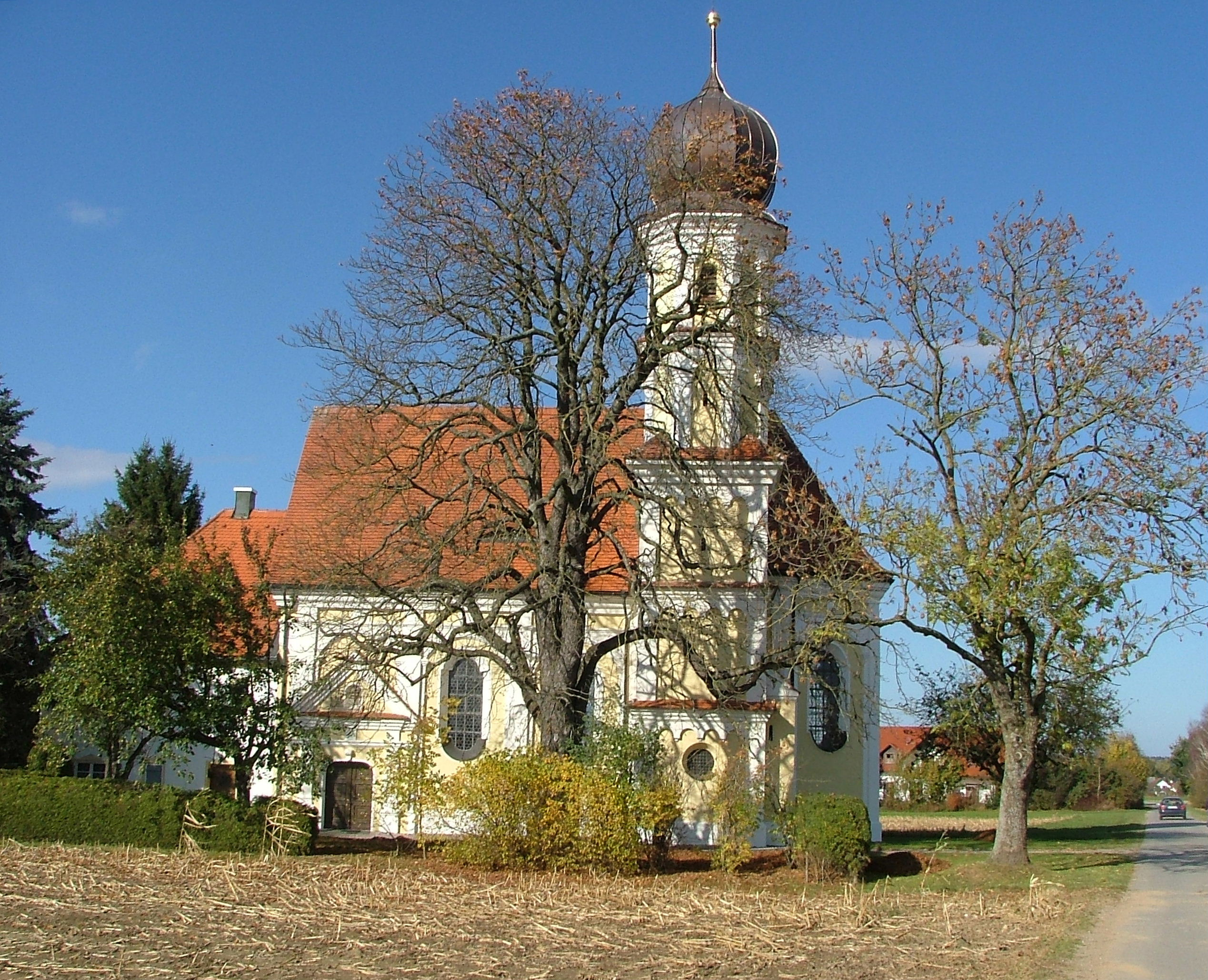
Hl.-Kreuz-Kapelle Pleß (2008)

Sühnefußwallfahrt zum Heiligen Kreuz von Pleß ist eine auf das Jahr 1665 zurückgehende und im Jahre 1973 wiedereingeführte Sühnefußwallfahrt in der Form einer Lichterprozession, beginnend in der Pfarrkirche Herz-Jesu in Fellheim zu einem etwa zwei Kilometer entfernten, angeblich wunderbewirkenden Kreuz in der Kapelle Hl. Kreuz auf der Gemarkung von Pleß im Landkreis Unterallgäu. Die Wallfahrt findet an jedem zweiten Montag von Mai bis November statt und es nehmen bis zu eintausend Wallfahrer aus dem Illertal und der näheren Umgebung daran teil.

## Überlieferung
Der Überlieferung nach erblindete 1661 der vierjährige Christoph Baur, Sohn der Eheleute Sebastian und Sara Baur aus Oberdettingen. Die Familie ersuchte nach vierzehn Tagen um Hilfe bei dem verwandten Bader Martin Mayr aus Niederrieden. Vater und Sohn ritten also zu ihrem Vetter. Auf dem Weg dorthin kamen sie bei einem beschädigten Feldkreuz auf der Flur zwischen Pleß und Fellheim vorbei. Im Vorbeiritt an dem Kreuz fing der erblindete Bub an zu reden und sagte: Sieh Vater, da steht ein Kreuz! Der Vater fragte den Sohn, was er denn noch sehe, und das Kind beschrieb ihm die gesamte Umgebung, den Himmel und die Erde, alles was er sah. Da wurde dem Vater bewusst, dass sein erblindeter Sohn wieder sehen konnte. Vater und Sohn hielten bei dem Feldkreuz an und verrichteten eine Danksagung an Gott. Der Vater versprach dem Herrgott, dass er in absehbarer Zeit auf eigene Kosten das Feldkreuz instand setzen lassen wolle. 
1665 erlitt erneut ein Kind des Bauern an einer schweren Augenkrankheit. Der Bauer hatte aber noch nicht in den letzten vier Jahren sein Versprechen eingelöst, das Feldkreuz zu erneuern. Umgehend ließ er das Kreuz renovieren und sein Kind wurde von dem Augenleiden geheilt. Dies wurde als ein zweites Wunder interpretiert. Die Geschehnisse an dem Kreuz in Pleß sprachen sich herum und mit der Zeit entwickelte sich eine kleine Wallfahrt an das Pleßer Kreuz.
Ab 1677 begannen die Wallfahrer, Geld für eine Kapelle bei dem Kreuz zu sammeln. 1685 wurde in einer zweijährigen Bauzeit eine Kapelle um das Kreuz herum gebaut. Reichsgraf Johann Rudolf Fugger übernahm das Patronat. 1685 kam auch die bischöfliche kirchenrechtliche Approbation aus Augsburg für den Bau der Kapelle.

## Heutige Sühnefußwallfahrt
1973 regt der Geistliche Rat und Pfarrer von Fellheim August Ritter eine Wiederbelebung der Wallfahrt an. Die Entfernung zwischen Fellheim und Pleß ist ungefähr so lang, dass während der Zeit ein ganzer Rosenkranz gebetet werden kann. Acht Träger tragen die Statue der Madonna Unserer Lieben Frau von Fátima. Vor der Heilig-Kreuz-Kapelle feiern die Wallfahrer die Heilige Messe. Anschließend geht die Prozession denselben Weg zurück in die Herz-Jesu-Kirche, wo die Teilnehmer den Schlusssegen des Pfarrers erhalten.